# Christian Gottfried von Pentz
Christian Gottfried von Pentz (* 10. Juli 1716 auf Gut Benzin; † 3. Dezember 1801 in Fredericia) war ein königlich dänischer General der Infanterie und Chef eines Infanterie-Regiments.

## Herkunft
Seine Eltern waren der Hauptmann Valentin von Pentz (* 19. Dezember 1662; † 15. März 1755) aus dem Haus Bresewitz und dessen Ehefrau Margarete Katharina von Engel (* 26. Juni 1685; † 25. Januar 1757). Der Genealoge Conrad Lüder von Pentz war sein Bruder.

## Leben
Er kam bereits 1723 zu seinem Onkel Gottfried (* 24. Mai 1672; † 19. Februar 1726), der dänischer Stiftsamtsmann von Aalborg war.
Er wurde am 19. November 1732 Fähnrich im Fühnischen Infanterie-Regiment und am 9. April 1736 Seconde-Lieutenant. Er kam am 14. November 1740 als Hauptmann in das Seeländische Infanterie-Regiment.
Am 31. März 1750 erhielt er den Charakter eines Majors, und am 18. Juli 1753 wurde er wirklicher Premier-Major. Am 16. November 1760 bekam er den Charakter eines Oberstleutnants und wurde am 16. Oktober 1763 Bataillons-Kommandeur im Oldenburger National Infanterie-Regiment.
Am 13. Februar 1766 wurde er als Premier-Major und Kommandeur in das kombinierte Garde-Bataillon versetzt, am 26. März 1766 erhielt er den Charakter eines Obersts. Dann am 1. April 1767 wurde er wirklicher Oberst und Chef des Holsteiner Infanterie-Regiments. Aber bereits am 1. Mai 1768 wurde er Chef im Regiment der Königin. Danach am 1. April 1773 wurde er zum Deputierten im Generalkommissariats-Kollegium ernannt und am 21. Oktober 1774 zum Generalmajor. Am 29. März 1776 wurde er naturalisiert und in den dänischen Adelstand erhoben.
Im Jahr 1781 erhielt er zudem den Danebrog-Orden und am 2. November 1787 wurde er noch zum Generalleutnant befördert. Am 29. Mai 1795 erhielt er als General der Infanterie seinen Abschied und dazu eine Pension von 2588 Talern.

### Familie
Er heiratete am 19. Januar 1742 Beate Margarete von Engel (* 1. August 1714; † 8. Dezember 1780) die Tochter des dänischen Hauptmanns Hans David von Engel aus dem Haus Breesen in Mecklenburg. Das Paar hatte Nachkommen, darunter:
- Georg Friedrich Ludwig (* 9. Mai 1743; † 27. April 1789), dänischer Offizier ⚭ Clara von Engel (* 5. März 1745; † 5. Mai 1789)

### Sonstiges
Ein Tor der Festung Oldenburg wurde Pentzenpforte genannt, aber nach einem Hauptmann gleichen Namens aus dem 17. Jahrhundert.